# Bella Rossi
Bella Rossi (Mendocino, California; 11 de mayo de 1985) es una actriz pornográfica y modelo erótica estadounidense.

## Biografía
Bella Rossi, nombre artístico de Caitlin Louise Carl, nació en la localidad californiana de Mendocino, ubicada en el condado del mismo nombre, en mayo de 1985. Comenzó trabajando en un videoclub de su ciudad natal, donde comenzó, como ella misma relató en entrevistas, su interés por el cine pornográfico.
Inspirada en este, comenzó a realizar sesiones como dominatrix y de temática BDSM hasta que en 2006, con 21 años, se presentó ante la compañía Kink.com, con la que comenzó a trabajar en diversas producciones de corte fetichista, llegando a firmar un contrato de exclusividad con dicha compañía para rodar películas de todo el espectro BDSM.
Como actriz ha grabado principalmente escenas como dominatrix, sumisa, bondage, con actrices transexuales y de temática lésbica para otras productoras como Reel Queer Productions, Girlfriends Films, Filly Films, Exquisite, Evil Angel, Private, Good Releasing, Adam & Eve, Naked Sins o Emerald Triangle Girls, entre otras.
En 2018 fue nominada en los Premios AVN en la categoría de Mejor escena de sexo lésbico en grupo por Luck Of The Draw, junto a Siouxsie Q y Arabelle Raphael.
Ha rodado más de 510 películas como actriz.
Algunas películas suyas son 6 Best Orgies, A Real Swinger's Orgy, Femmtastic, Girl Kush 2, Good Girls Gone Dirty 2, Hot Box, Lesbian Sex Education - Strap-On, Lesbians In The Wild, Pussy Whipped, Real L Word XXX San Francisco o Roommates With Benefits.

## Premios y nominaciones
| Año  | Ceremonia         | Resultado | Premio                                | Trabajo          |
| ---- | ----------------- | --------- | ------------------------------------- | ---------------- |
| 2014 | The Fannys        | Nominada  | Kink Performer of the Year            | —                |
| 2017 | Spank Bank Awards | Nominada  | Fetish Virtuoso of the Year           | —                |
| 2017 | Spank Bank Awards | Nominada  | Sovereign Dom of the Year             | —                |
| 2018 | Premios AVN       | Nominada  | Mejor escena de sexo lésbico en grupo | Luck Of The Draw |
| 2018 | Spank Bank Awards | Nominada  | Mistress of the Strap On              | —                |
| 2018 | Spank Bank Awards | Nominada  | Puppeteer of the Year                 | —                |
| 2018 | Spank Bank Awards | Nominada  | Sovereign Dom of the Year             | —                |
| 2019 | Spank Bank Awards | Nominada  | Customs/Clips Specialist of the Year  | —                |
| 2019 | Spank Bank Awards | Nominada  | Mistress of the Strap On              | —                |
| 2019 | Spank Bank Awards | Nominada  | Sovereign Dom of the Year             | —                |